# Amalie Sophie Holstein
Amalie Sophie Holstein (føbt 1748 – 1823) var en dansk adelsdame.
Hun var datter af Schack von Buchwald til Johannisdorff og Eleonora Elisabet von Plessen. Hun ægtede Ulrik Adolf Holstein (1731-1789) 1763. 
Den unge kvinde fortryllede alle ved sin skønhed, og ved Christian 7.s hof hvor hun sammen med Anna Sofie Bülow og Christine Sophie von Gähler dannede dets "tre Gratier".